# U3 (informatica)
U3 LLC è stata una joint venture creata da Sandisk e dalla controllata M-Systems ed è nata per lo sviluppo di un software per chiavi di memoria USB.
La specificità di U3 è di sviluppare applicazioni per il sistema operativo Microsoft Windows, che possano essere eseguite direttamente da una speciale chiave USB formattata in modo apposito: tali applicazioni possono essere lanciate da qualunque computer (ma non sulle versioni di Windows più vecchie), senza essere installate prima sullo stesso computer, basta che siano installate sulla chiavetta.
Le applicazioni hanno il permesso di accedere ai file e alle informazioni presenti sul computer al quale viene collegata la chiavetta, ma queste informazioni sono rimosse dal computer stesso quando la chiavetta è rimossa, per non lasciare tracce del suo passaggio sul pc ospite. Le personalizzazioni e le impostazioni dei programmi invece sono memorizzate, insieme alle applicazioni stesse, direttamente sul flash drive, il che permette di utilizzare con le stesse impostazioni i software su qualunque computer.
Le memorie USB che aderiscono alle specifiche U3 sono chiamate "U3 smart drives" da U3.com. "U3 smart drives" si differenziano dalle tradizionali chiavi di memoria perché contengono l'U3 Launchpad come software preinstallato, software che emula il menu di avvio di Windows, e che controlla l'installazione e l'utilizzo dei programmi installati sulla stessa chiavetta.